# Johnathan Jordan
Johnathan „John” Jordan (ur. 7 października 1992 w Houston) – amerykański koszykarz, występujący na pozycji rozgrywającego.
14 sierpnia 2018 został zawodnikiem Miasta Szkła Krosno. 26 września zastąpił go w składzie Jabarie Hinds, ponieważ doznał kontuzji.

## Osiągnięcia
Stan na 29 sierpnia 2018, na podstawie, o ile nie zaznaczono inaczej.
NCAA
- Zaliczony do:
  - I składu All-Southland (2014, 2015)
  - składu All-Southland honorable mention (2013)
- Lider konferencji Southland w[4]:
  - średniej:
    - asyst (4,6 – 2012)
    - minut spędzanych na parkiecie (36,6 – 2013)

  - liczbie:
    - celnych rzutów wolnych (187 – 2014)
    - oddanych rzutów wolnych (271 – 2014, 283 – 2015)

Drużynowe
- Mistrz G-League (2017)

Indywidualne
- Zwycięzca konkursu wsadów D-League (2016)
- Uczestnik konkursu wsadów D-League (2016, 2017)